# Хотча (гміна)
Гміна Хотча (пол. Gmina Chotcza) — сільська гміна у центральній Польщі. Належить до Ліпського повіту Мазовецького воєводства.
Станом на 31 грудня 2011 у гміні проживало 2537 осіб.

## Площа
Згідно з даними за 2007 рік площа гміни становила 88.82 км², у тому числі:
- орні землі: 73.00%
- ліси: 17.00%

Таким чином, площа гміни становить 11.88% площі повіту.

## Населення
Станом на 31 грудня 2011:
| Опис     | Загалом | Загалом | Чоловіки | Чоловіки | Жінки | Жінки |
| -------- | ------- | ------- | -------- | -------- | ----- | ----- |
| одиниця  | осіб    | %       | осіб     | %        | осіб  | %     |
| все      | 2537    | 100     | 1275     | 50.26    | 1262  | 49.74 |
| міське   | 0       | 100     | 0        |          | 0     |       |
| сільське | 2537    | 100     | 1275     | 50.26    | 1262  | 49.74 |

## Сусідні гміни
Гміна Хотча межує з такими гмінами: Вількув, Зволень, Лазіська, Ліпсько, Пшиленк, Солець-над-Віслою, Цепелюв.